# Våbenloven
Våbenloven, formelt Lov om våben og eksplosivstoffer, er en dansk lov, der regulerer brugen af og besiddelsen af våben og sprængstoffer.
Loven fastslår, at der kræves en tilladelse for at besidde visse våben (en såkaldt våbentilladelse). En ændring af loven i 2003 betød, at det blev forbudt at bære enhåndsbetjente knive samt knive med et blad, der er over 7 cm. langt. Det betyder, at den danske våbenlov er blandt verdens strammeste hvad angår knive. Overtrædelse af våbenloven straffes i første omgang med bøde. Gentages overtrædelsen, er straffen fængsel.
En omdiskuteret ændring af våbenloven var den såkaldte Knivlov fra 2008 der skærpede straffen for overtrædelse af knivforbuddet således at 1. gangstilfælde som "altovervejende udgangspunkt" skulle straffes med 1 uges ubetinget fængsel.